# Elek István (író)
Elek István (Budapest, 1915. május 22. – Budapest, 1992. augusztus 19.) magyar író, műfordító.

## Származása
Budapest V. kerületében született dr. Elek (Engel) Tibor (1882-1945)ügyvéd és Hoffmann Irén (1893-1945) gyermekeként. Apai nagyszülei dr. Engel Ignác ügyvéd (1845-1903) és Weinstein Hortenzia. Anyai nagyszülei Hoffmann Simon (1853-1921) fuvaros és Felsenburg Malvin. Felesége: Kovács Zsuzsanna.

## Pályafutása
A Budapesti Egyetemen doktorált 1937-ben bölcsészettudományból. 1937 és 1939 között próbaszolgálatos tisztviselő az Országos Széchényi Könyvtárban. 1940-től 1948-ig egy külkereskedelmi cég tisztviselője, lektor a Szikra Lapkiadó Vállalatnál.
Ifjúsági és gyermekirodalommal foglalkozott, meséket és gyermekverseket írt. Tudományos-fantasztikus műve a Merénylet a világűrben.

## Művei
- Háziállatok (Minerva Könyvkiadó, Budapest)
- Merénylet a világűrben (Móra Ferenc Könyvkiadó, Budapest, 1958)
- Dudorász Peti, az igazságtevő (Ágoston Katalin illusztrációival, 1990)

### Fordításai
- Erich Wustmann: A vörös hegyek indiánjai (Táncsics Kiadó, 1960)[8]
- Lawrence David Kusche: A Bermuda-háromszög rejtélye megfejtve (Zrínyi Könyvkiadó, 1979)
- Rudolf Daumann: Sárkányok nyomában - kisregények (társszerzőként, Móra Ferenc Könyvkiadó, 1982)
- George Millar: A nagy lokátor-háború (Népszerű történelem sorozat, Kossuth Kiadó, 1983)